# Santa Ana Yareni
Santa Ana Yareni es una localidad del estado mexicano de Oaxaca. Es cabecera del municipio de Santa Ana Yareni.

## Demografía
| Censo | Población |
| ----- | --------- |
| 1900  | 777       |
| 1910  | 819       |
| 1921  | 686       |
| 1930  | 530       |
| 1940  | 851       |
| 1950  | 930       |
| 1960  | 1132      |
| 1970  | 1371      |
| 1980  | 1214      |
| 1990  | 1234      |
| 1995  | 1157      |
| 2000  | 1149      |
| 2005  | 937       |
| 2010  | 809       |
| 2020  | 637       |